# Inflacja otwarta
Inflacja otwarta (cenowa) – przejawia się ona nieskrępowanym żadnymi ograniczeniami wzroście cen do poziomu równoważącego na bieżąco strumienie popytu i podaży.